# 拿撒勒人會
拿撒勒人會（英語：Church of the Nazarene），或稱宣聖會，是基督教福音派下的一個派系，出現於北美19世紀的聖潔運動中，其成員常被稱為拿撒勒派（Nazarenes，拿撒勒人）。它是世界上最大的循道宗-聖潔教派。2014年9月末，該會在世界各地記有2,295,106會眾、29,395座教堂。
美國的拿撒勒人會信徒最多，計有631,454人，其次是莫桑比克（157,119）、巴西（111,694）、印度（107,175）、孟加拉國（79,550）、危地馬拉（78,212）和海地（64,071）。而人均教徒數最多的國家是佛得角。
該會的宗旨依大使命將基督教傳播到世界各地，自2001開始將自己的核心價值定義為：「Christian」（我們是基督徒）、「Holiness」（聖潔）、「Missional」（使命）。
該教會在35個國家、6個大陸運營者53個本科及研究生教育機構，2013年拿撒勒人會學院和大學入學人數達50,390人。該會的總部位於美國密蘇里州的堪薩斯城。

## 外部連結
- Official website of the Church of the Nazarene （页面存档备份，存于）
- Church of the Nazarene: –  Association of Religion Data Archives （页面存档备份，存于）